# 宇宙長屋
『宇宙長屋』（うちゅうながや）は、石川賢による日本の漫画作品。『週刊漫画ゴラク』（日本文芸社）にて1979年4月26日号から1980年6月14・21日合併号まで連載された。

## 概要
時は29世紀、人口増加に苦しむ地球人類は猫も杓子も与太郎も宇宙に進出していた。衛星軌道上の人工衛星の一つ、長屋式宇宙船「7MQG長屋」に集まる人々のドタバタ劇を描く。

## 登場人物
熊さん
本作の主人公。7MQG長屋の住民の一人。妻子持ちの男性だが、女遊びが大好きな人物。
八つあん
7MQG長屋の住民の一人。金太郎の前掛けをした髭面の男で、よく熊さんと同行している。
大家さん
7MQG長屋の大家を務める禿頭の初老の男性。ミクロ化マシーンや女性型セックスロボット、タイムマシンなどを開発している。
タイコモチ3PO
第2話で初登場。呉服屋シニセ号の若ダンナのお付きのロボットだったが、3話から熊さん達と同行するようになった。

## 単行本
- ゴラク・コミックス（日本文芸社） 1979年9月発売
- ACTION COMICS（双葉社） 2000年9月8日発行（同年8月発売） ISBN 978-4-57-593705-3